# Helina serrulata
Helina serrulata är en tvåvingeart som först beskrevs av Thomson 1869.  Helina serrulata ingår i släktet Helina och familjen husflugor. Inga underarter finns listade i Catalogue of Life.